# دانشگاه باکریه
دانشگاه باکریه (به لاتین: Bakrie University) یک دانشگاه در اندونزی است که در جاکارتا واقع شده است.